# Inspektorat B Okręgu Wilno Armii Krajowej
Inspektorat B Okręgu Wilno Armii Krajowej – terenowa struktura Okręgu Wilno Armii Krajowej.
Obejmował teren powiatu święciańskiego i brasławskiego. Latem 1943 roku połączono inspektoraty B i C i utworzono Inspektorat BC Okręgu Wilno Armii Krajowej.

## Ośrodki dywersyjne
Na terenie inspektoratu B w 1943 roku zorganizowano ośrodki dywersyjne i dywersyjno-partyzanckie. Ośrodki dywersyjne zlokalizowano wzdłuż torów kolejowych głównych linii komunikacyjnych wroga:
- Nr 23 dywersyjny[a] obejmował tor kolejowy na odcinku od stacji kolejowej Podbrodzie wyłącznie do stacji Ignalino włącznie[1]
- Nr 24 dywersyjny[b] obejmował tor kolejowy na odcinku od stacji Ignalino wyłącznie do stacji Turmont włącznie – po granicę Łotwy[1]
- Nr 25 dywersyjno-partyzancki[c] obejmował węzeł kolejowo-drogowy Brasławia, zwłaszcza w kierunkach: Druja, Opsa, Nowy – Pohost, Dyneburg[1]
- Nr 26 dywersyjno-partyzancki[d] obejmował rejon Dukszty, Dryświaty, Opsa, Widzę[1]

Latem 1943 roku, po połączeniu inspektoratów B i C, ośrodki dywersyjno-partyzanckie w dotychczasowym inspektoracie B pozostały bez zmian.

## Obsada personalna inspektoratu
- dowódca – mjr dypl. Mieczysław Potocki „Węgielny”
- zastępcą inspektora – por. Jan Smela „Lipek”
- szef sztabu – kpt. Jan Drozdowicz „Gerwazy”
- oficer informacyjny – por. Michał Sielicki „Gil”
- oficer taktyczny – por. Edward Gapik „Roland”
- kwatermistrz – por. Józef Witold Ciechanowicz „Żaba”
- szef łączności – pchor. Jan Kozłowski „Jan”
- szef sanitarny – stud. med. Tadeusz Ginko „Doktor Jan”
- kapelan – Józef Prejsser „Protazy”